# Josef Arnošt Fürstenberg
Josef Arnošt Egon lantkrabě z Fürstenbergu (Joseph Ernst Egon Landgraf zu Fürstenberg) (22. února 1808, Vídeň – 6. března 1892, Vídeň) byl rakouský šlechtic, právník a politik. Od mládí působil v justici na různých místech Rakouského císařství, byl prezidentem Vrchního zemského soudu v Brně (1854–1858) a nakonec senátním prezidentem Nejvyššího soudního dvora ve Vídni (1858–1872). Mezitím získal majetek na Moravě (Horní Moštěnice) a v letech 1878–1884 byl poslancem moravského zemského sněmu. Od roku 1881 byl členem rakouské Panské sněmovny.

## Životopis

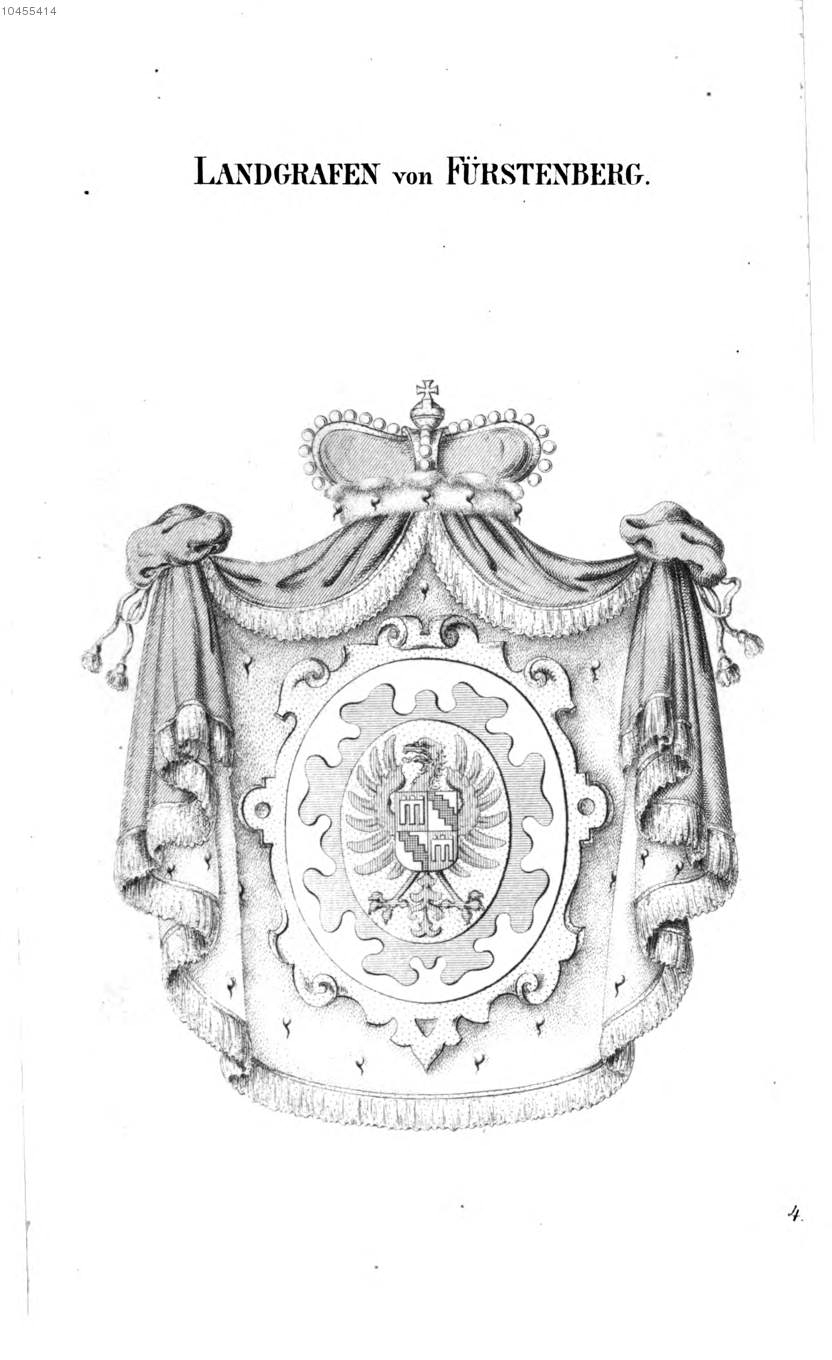
Erb lantkraběcí linie Fürstenbergů

Pocházel ze starého šlechtického rodu Fürstenbergů, patřil k lantkraběcí linii sídlící v Rakousku na zámku Vitoraz (Weitra). Narodil se jako třetí syn nejvyššího dvorského maršálka Bedřicha Karla Fürstenberga (1774–1856), matka Marie Terezie (1780–1870) byla rozenou princeznou ze Schwarzenbergu. Absolvoval gymnázium ve Vídni, poté pokračoval ve studiu na právnické fakultě vídeňské univerzity. Od roku 1830 působil v justici, zastával různé funkce u městských soudů v Innsbrucku, Tridentu a Klagenfurtu. V letech 1848–1849 byl prezidentem městského a zemského soudu v Salcburku, poté byl v Linci prezidentem vrchního zemského soudu pro Horní Rakousy (1849–1854) a prezidentem vrchního zemského soudu na Moravě se sídlem v Brně (1854–1858). Závěr své soudcovské kariéry strávil jako senátní prezident Nejvyššího soudního dvora ve Vídni (1858–1872), do roku 1881 pak ještě zůstal členem státního soudního dvora.
Na Moravě vlastnil statek Horní Moštěnice se zámkem a po ukončení aktivní kariéry ve státních službách byl v letech 1878–1884 poslancem moravského zemského sněmu, kde zastupoval konzervativní velkostatkáře. Od mládí byl c.k. komořím a v roce 1854 byl jmenován c.k. tajným radou. V roce 1865 obdržel Leopoldův řád a při odchodu do penze v roce 1872 získal velkokříž Řádu Františka Josefa. V roce 1881 byl jmenován doživotním členem rakouské panské sněmovny.
V roce 1843 se v Klagenfurtu oženil s princeznou Marií Ernestinou Oettingen-Wallersteinovou (1803–1872). Manželství zůstalo bez potomstva, statek v Horní Moštěnici zdědily neteře Terezie a Gabriela, které jej později prodaly.
Z Josefových sourozenců je nejznámější Bedřich Egon (1813–1892), kardinál a dlouholetý olomoucký arcibiskup (1853–1892).